# Vapa (Sjenica)
Vapa (Servisch cyrillisch Вапа) is een plaats in de Servische gemeente Sjenica. De plaats telt 230 inwoners (2002).